# Perth e Kinross
Perth e Kinross (in gaelico scozzese Peairt agus Ceann Rois) è un'area amministrativa della Scozia.

## Località

### Città

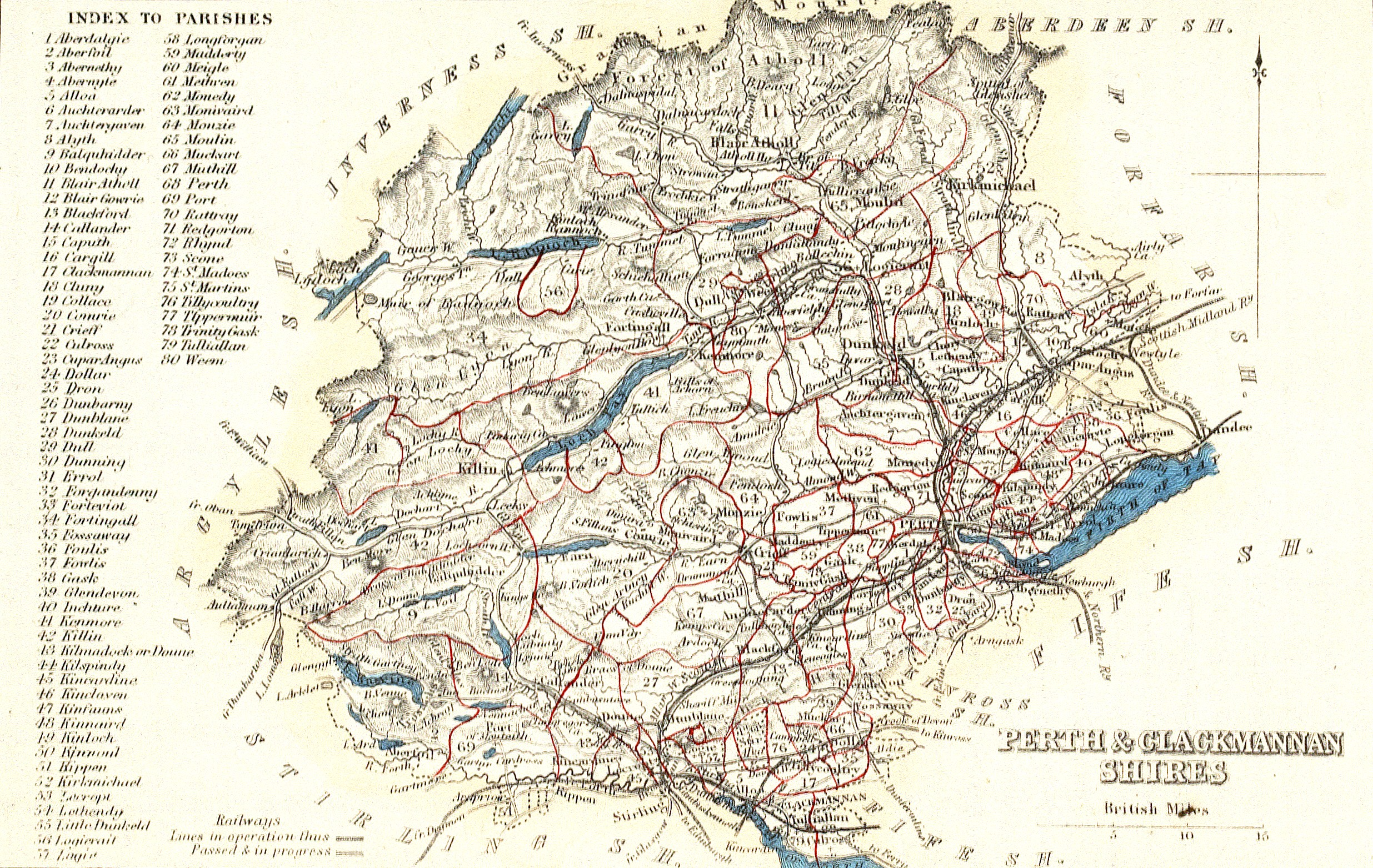
Perth & Clackmannan Shires, 1854

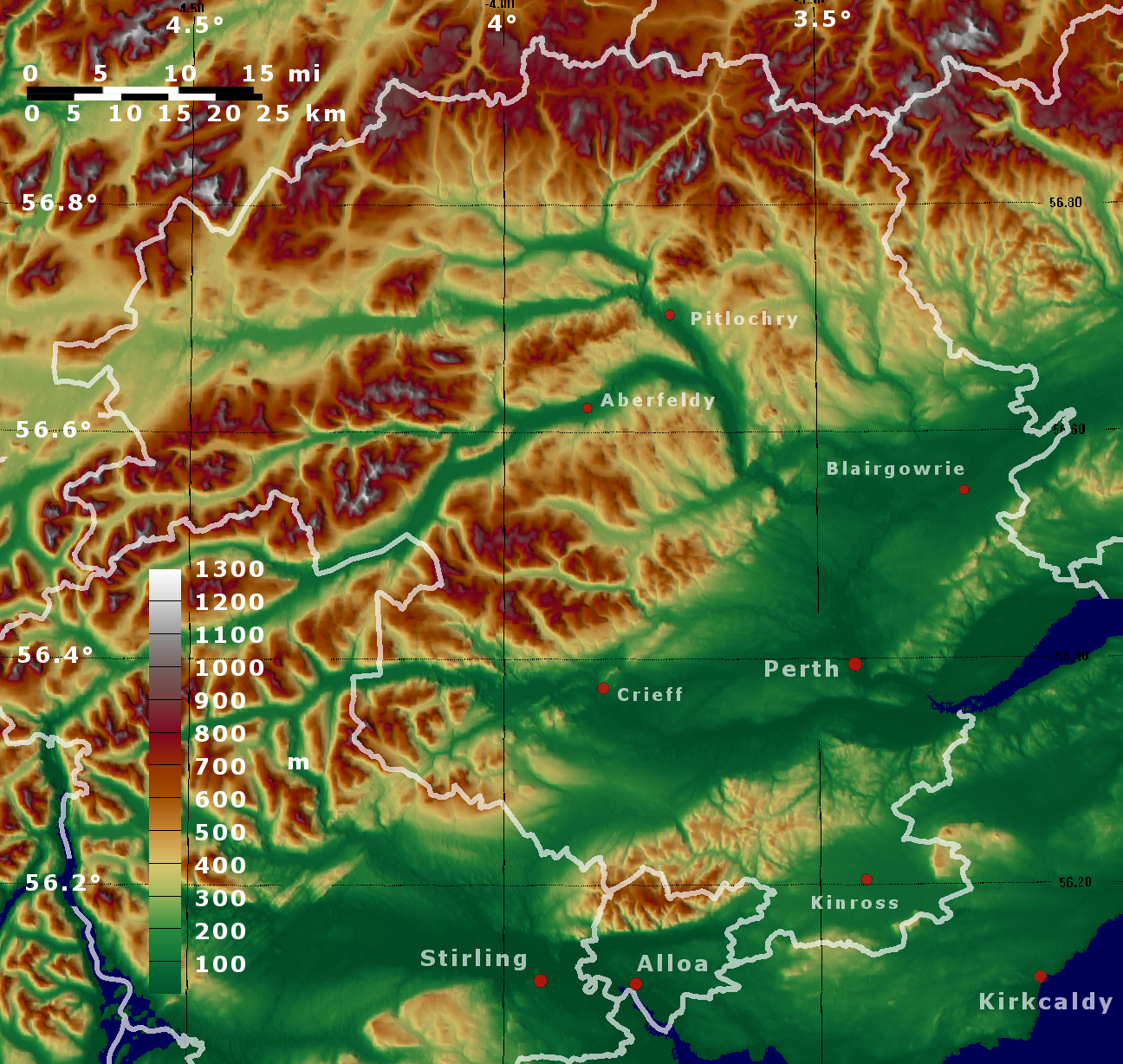
Mappa topografica dell'area di Perth e Kinross

- Perth

### Towns e villaggi
- Abbots Deuglie
- Abernethy
- Aberfeldy
- Acharn
- Alyth
- Amulree
- Ardtalnaig
- Auchlyne
- Auchterarder
- Balado
- Ballinluig
- Bankfoot
- Blackford
- Blair Atholl
- Blairgowrie
- Bridge of Balgie
- Bridge of Earn
- Burrelton
- Carpow
- Clunie
- Comrie
- Coupar Angus
- Crieff
- Dull
- Dunkeld
- Dunning
- Errol
- Fearnan
- Finegand
- Forgandenny
- Forteviot
- Fortingall
- Glenfarg
- Glenshee
- Inchture
- Invergowrie
- Kenmore
- Killiecrankie
- Kingoodie
- Kinloch Rannoch
- Kinross
- Kinrossie
- Kirkmichael
- Lawers
- Leetown
- Logierait
- Luncarty
- Madderty
- Meigle
- Meikleour
- Methven
- Milnathort
- Muthill
- Pitlochry
- Rattray
- Scone
- Spittal of Glenshee
- St Fillans
- Trinafour
- Weem

### Luoghi di interesse
- Arndean House
- Ashintully Castle
- Atholl Country Life Museum
- Ben Lawers
- Blackhall Roman Camps
- Blair Atholl Mill
- Blair Castle
- Cateran Trail
- Cairngorms National Park
- Castle Menzies
- Clan Donnachaidh Centre
- Cluny House Gardens
- Dirnanean House
- Drummond Castle
- Edradour Distillery
- Forest of Atholl
- Forte romano di Carpow
- Fortingall Yew
- Glen Lyon
- Monti Grampiani
- Kindrogan House
- Loch Earn
- Loch Lomond and the Trossachs National Park
- Loch Rannoch
- Loch Tay
- Melville Monument
- Portmoak
- Rannoch Moor
- Strathearn
- Whitefield Castle

## Amministrazione
Dopo le elezioni del 2017, il Consiglio è guidato da una coalizione formata da conservatori, liberaldemocratici e indipendenti.